# Бармаки, Хамида
Хамида Бармаки (пушту حميده برمکي‎; 4 января 1970 — 28 января 2011) — афганский профессор, преподаватель права и правозащитник. Она и её семья (муж и четверо детей) погибли в результате нападения террориста-смертника в Кабуле.

## Преподавательская деятельность
Хамида Бармаки родилась в Кабуле 4 января 1970 г. После посещения средней школы «Ариана» в Кабуле (1977—1987) она изучала юриспруденцию на факультете права и политических наук Кабульского университета. Её выдающиеся научные достижения позволили ей стать одной из первых женщин в Афганистане, построивших карьеру в судебном деле. С 1990—1991 Хамида была зачислена в аспирантуру учебного курса бюро Генерального прокурора, чтобы усовершенствовать практические навыки по применению права. После этого она вернулась в Кабульский университет работать профессором права (1992—2011).
Хамида проявляла особый научный интерес к фундаментальным вопросам гражданского права. Она была одним из немногих афганских ученых, изучавших в глубину как исламское право так и романо-германские источники права, которые сейчас составляют основу гибридных законов правовой системы Афганистана. Её работы включают в себя множество статей в научных журналах и книгах, написанных на языке дари, в том числе диссертацию на тему «Толкование законов» (Кабульский университет, 2002) и магистерскую диссертацию на английском языке (Университет Болоньи, Италия, неопубликовано, 2004). Её последняя работа, книга на тему обязательственного права, находится в процессе завершения её академическими друзьями. Цель научной работы Хамиды Бармаки заключалась в том, чтобы предоставить наиболее полное объяснение сложной афганской правовой системы. Для этого она использовала не только классические методы толкования исламского и светского права, но использовала сравнительно-правовой анализ как инструмент для поиска решений юридических проблем, которые присущи и другим правовым системам. Она изучала необходимую литературу, написанную как на дари, так и на английском, арабском и др. В университете Хамида Бармаки вызывала восхищение и уважение среди своих студентов и коллег за её аналитические навыки, дружелюбное и снисходительное отношение к каждому с кем она знакомилась.
В дополнение к полученной ученой степени на факультете права и политических наук Кабульского университета профессор Бармаки получила степень магистра в области развития, инноваций и изменений (MiDIC) в Болонском университете, Италия. В декабре 2010 года она получила стипендию для получения степени доктора Права от Института сравнительного и международного частного права им. Макса Планка (Гамбург, Германия). На своем родном факультете Хамида Бармаки добивалась создания программы для получения степени Магистра Права (LL.M.), которую она считала важным инструментом для развития элиты юриспруденции внутри страны.

## Политическая деятельность
За пределами её академической карьеры, Хамида Бармаки была активно задействована в сфере защиты прав человека. Еще будучи молодым корреспондентом радио и телевидения Афганистана (1985—1987), она уже проявляла особый интерес к сфере защиты прав женщин. Во время гражданской войны Хамида написала эссе под названием «Роль женщин в социальной реконструкции Афганистана» (Afghanistan-i-Fardah пособие, 1993). Она сочетала свою научную деятельность с ненасильственной, однако ожесточенной политической борьбой ради соблюдения прав наиболее уязвимых групп афганского общества. После падения режима талибов Хамида Бармаки могла работать открыто и сразу же была назначена на важные и ответственные должности. Она была членом Женского Совета Кабульского университета (2002—2011), представителем в Чрезвычайной Лойя-джирге (2002) и Джирге Мира (2009). Госпожа Бармаки основала свою собственную организацию по защите прав человека «Хорасан организация по оказанию юридической помощи» (ХЮСО) в 2009 году. Деятельность организации главным образом была направлена на повышение уровня осведомленности граждан о своих правах и оказание бесплатной юридической помощи женщинам и другим незащищенным группам населения. В том же году, в котором ХЮСО была основана, в Президентском дворце шла речь о том, чтобы назначить госпожу Бармаки на должность министра по делам женщин.
С марта 2008 года до своей смерти Хамида Бармаки работала представителем Института по зарубежному публичному и международному праву им. Макса Планка (MПИП), научно-исследовательского института основанного в Гейдельберге (Германия).
Вместе с афгано-немецкой командой исследователей она стала инициатором проектов, направленных на модернизацию законодательства и судебных институтов Афганистана, в первую очередь Верховного суда, тем самым способствуя развитию академической культуры юридических наук на международном уровне и усовершенствованию существующего законодательства.
Список значимых должностей, занимаемых госпожой Бармаки, включает: координатор проекта Международного Института Pour Les Etude Comparatives (IIPEC), руководитель отдела права и политических наук в Национальном центре политических исследований Кабульского университета (2006—2008), юридический советник института по исследованию и оценке Афганистана (AREU) (2006), директор Программы по повышению понимания женских исламских прав Благотворительного Фонда "A.S.I.A)(2004), руководитель Программы Совета женщин-юристов Афганистана (2003—2004), член комиссии ЮНИФЕМ по вопросам гендерного равенства и права (2003—2004), заместитель декана факультета права и политических наук Кабульского Университета (2002).

## Уполномоченный по Правам Ребенка АНКПЧ
В 2009 году Хамида Бармаки была назначена Уполномоченным по правам ребенка в составе Афганской независимой комиссии по правам человека (АНКПЧ), сохраняя свои обязанности в Институте Макса Планка. Благодаря своей новой должности она получила признание не только в своей стране, но и на международном уровне. Хамиду Бармаки глубоко беспокоила уязвимость детей в изувеченном войной Афганистане. Она посетила множество провинций для консультаций с сотрудниками АНКПЧ, провела расследования случаев нарушения прав детей и открыто критиковала правительство. Среди исследований, проведенных госпожой Бармаки, было расследование жестокого обращения с детьми, результаты которого указывают на увеличение числа таких инцидентов. Сразу же после публикации исследования Хамида Бармаки стала инициатором первого МПИП — АНКПЧ семинара по правам женщин и детей. Между тем её борьба против вербовки несовершеннолетних в афганские силы безопасности и против практики Бача-бази (сексуальное рабство юношей) приобретала все большую эффективность. Соответствующее двустороннее соглашение между представителями Афганского государства и Организацией Объединенных Наций должно было быть подписано через два дня после её убийства. Госпожа Бармаки была также обеспокоена вопросом детских браков. Вместе с активистами гражданского общества учеными и юристами государственных учреждений она разработала формальные брачные процедуры и другие инструменты, направленные на повышение защиты несовершеннолетних девушек.
Хамида Бармаки также занимала четкую позицию в текущей дискуссии об актуальности обычного права в системе правосудия Афганистана. Сталкиваясь с частыми случаями нарушения прав человека, она решительно выступала за современную судебную систему западного стиля, которая не существовала в Афганистане до гражданской войны и была решительно против формализации традиционных институтов и форм разрешения конфликтов, таких как пуштунская джирга, печально известная игнорированием прав человека, особенно женщин и детей.

## Смерть и мемориальная деятельность
В пятницу, 28 января 2011, Хамида Бармаки, её муж доктор Масуд Яма (1968 г.р.), работавший врачом в больнице «Хан Сардар Мохаммад Дауд» и по совместительству директор по мониторингу и оценке заместителя министра финансов по вопросам политики и старший государственный советник Cluster Secretariat (секретариата Кластеров), и их четверо детей, Нарван Дуни (1995 г.р.), Вера Сахар (1997 г.р.), Марган Нила (2000 г.р.), и Ахмад Белал (2007 г.р.) были убиты в результате теракта в супермаркете «Файнест» в Кабуле.
Два других человека погибли в результате инцидента и семнадцать получили ранения. Среди погибших была молодая женщина, судья Наджия, дочь Сиддикула Сахеля, с кем Хамида Бармаки познакомилась во время тренинга работников суда, организованного Институтом им. Макса Планка для Верховного Суда. Как Исламская партия Афганистана, так и Талибан взяли на себя ответственность за нападение. Тем не менее, человек, который позже признал свою вину в содеянном, и был осужден за участие в нападении, заявил, что он принадлежал к сети Хаккани. Нападение было неожиданным, поскольку такие инциденты редко случаются во время выходных в Афганистане. Причины нападения остаются непонятными: это, возможно, было направлено или против сотрудников частного охранного предприятия Academi (ранее назывался Blackwater и Хе), или против французских дипломатов, либо против высокопоставленного афганского политика. Эксперты резко раскритиковали тот факт, что афганское правительство активно участвовало в «мирных переговорах» с теми же организациями, которые взяли на себя ответственность за этот акт крайнего жестокого насилия против гражданских лиц.
У Хамиды Бармаки остались родители Рахимудин и Анисса, четыре сестры и четыре брата, и свекровь, известный бывший сенатор и член Независимой комиссии по надзору за исполнением Конституции, профессор Махбоба Хукокмаль. Более двух тысяч друзей и коллег собралось на кладбище Шохада-е Салехин, когда хоронили семью Бармаки 29 января 2011 г. Более десяти тысяч выразили свои соболезнования и уважение родственникам Хамиды Бармаки в мемориальной церемонии, состоявшейся в одной из крупнейших мечетей Кабула, Ид-Гах. Международные СМИ, такие как The New York Times, Frankfurter Allgemeine Zeitung и La Repubblica сообщали об этом событии.
АНКПЧ организовала впечатляющую траурную церемонию 1 февраля 2011 г. Сразу же после смерти Хамиды Бармаки её начали вспоминать как «шахидку» («мученицу»). Тем не менее использование этого термина было остро раскритиковано из-за того, что им оперируют террористические организации, и это не отражает мирного и толерантного характера Хамиды Бармаки.
Планы академических друзей по установке мемориала в университетском городке Кабульского университета и присвоению современной юридической библиотеке факультета права и политических наук имени госпожи Бармаки были заблокированы университетскими чиновниками, несмотря на то, что правительство Германии предложило необходимое финансирование. Институт им. Макса Планка предоставил написанный портрет, что было сделано ранее для библиотеки в АНКПЧ. Вопрос о названии места рядом с супермаркетом, места гибели, в честь Хамиды Бармаки, находится на рассмотрении Президента Афганистана.
Некоторые из ближайших коллег Хамиды Бармаки основали в Кабуле Организацию верховенства права, носящую её имя (ХБОВП). Эта неправительственная и некоммерческая организация была названа в её честь, чтобы почтить огромный вклад, который Хамида Бармаки сделала в укрепление верховенства права и прав человека в Афганистане. Кроме того Фонд им. Макса Планка в поддержку международного мира и правового государства основал академическую программу и предоставляет стипендии «Хамиды Бармаки для аспирантуры» для афганских юристов, в частности преподавателей юридических наук. Организация Хамиды Бармаки и Фонд им. Макса Планка тесно сотрудничают.
Университет Лестер (Великобритания) и Университет Грац (Австрия) организовали вечер памяти профессора Бармаки, на котором почтили её вклад в области верховенства права и прав человека.
Её сестра, поэт Абеда Сахи, написала стихотворение «Сад» в память о ней.

## Избранные публикации
2008 — Закон об обязательствах (учебное пособие, Кабульский Университет, 2008).
2007/2008 — Причины политической нестабильности и возможности стабилизации в Афганистане (Национальный центр политических исследований Кабульского Университета).
2006 — Права женщин в исламских и афганских правовых актов (пособие, изд. в июне 2006 Благотворительной организацией «A.S.I.A», Кабул).
2005 — Роль женщин в реформации Афганистана, интеграция женщин на рынке труда, статус в изгнании и развитие ICT (магистерская работа, Болонский университет, Италия).
2007 — Политические права женщин в Исламе (статья, опубликованная в журнале Хокук Факультета права и политологии).
2006 — Реба и основания для его предупреждения (статья, опубликованная в журнале Адалат Министерства Юстиции).
2006 — Индивидуальные договора (статья, опубликованная в журнале Хокук Факультета права и политологии).
2004 — Насилие против женщин (статья, опубликованная в Журнале о правах человека).
2004 — Политические идиоматические выражения Конституции и Боннский договор (Национальный центр политических исследований, Кабульский университет).
2004 — Полигамия (статья, опубликованная в Журнале о правах человека).
2004 — Политические права афганских женщин (статья, опубликованная в Журнале о правах человека).
2003 — Мирные подходы в разрешении конфликтов (статья, опубликованная в журнале Международного Комитета Красного Креста).
2002 — Интерпретация законов (научная статья, опубликованная Кабульским университетом).
1993 — Роль женщин в социальной реконструкции Афганистана (пособие изд. Афганистан и-Фарда).
1991 — Кражи в процессе уголовного расследования (научная статья, опубликованная Кабульским университетом).